# Aritranis longicauda
Aritranis longicauda là một loài tò vò trong họ Ichneumonidae.

## Hình ảnh

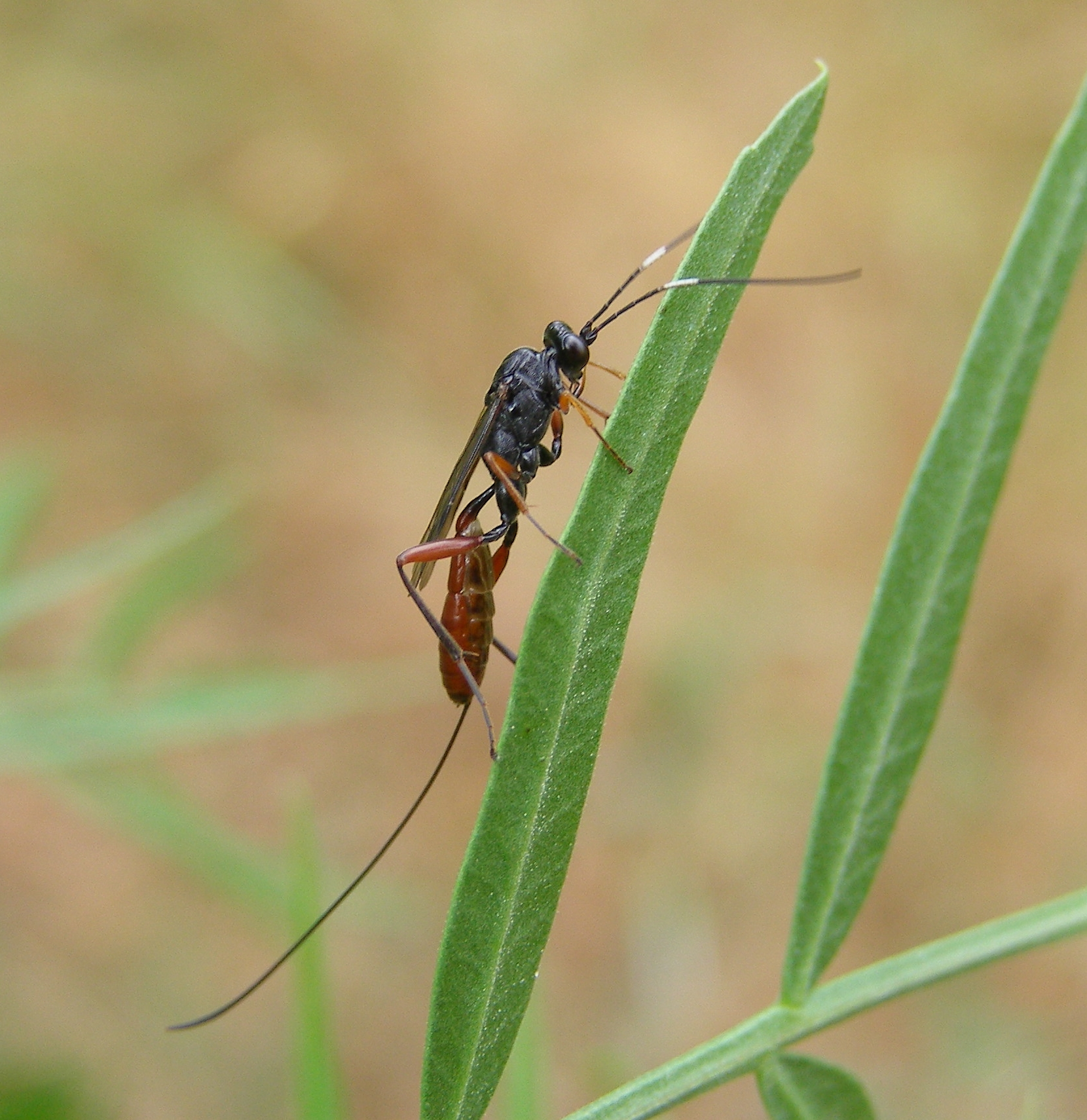